# Mikoshi

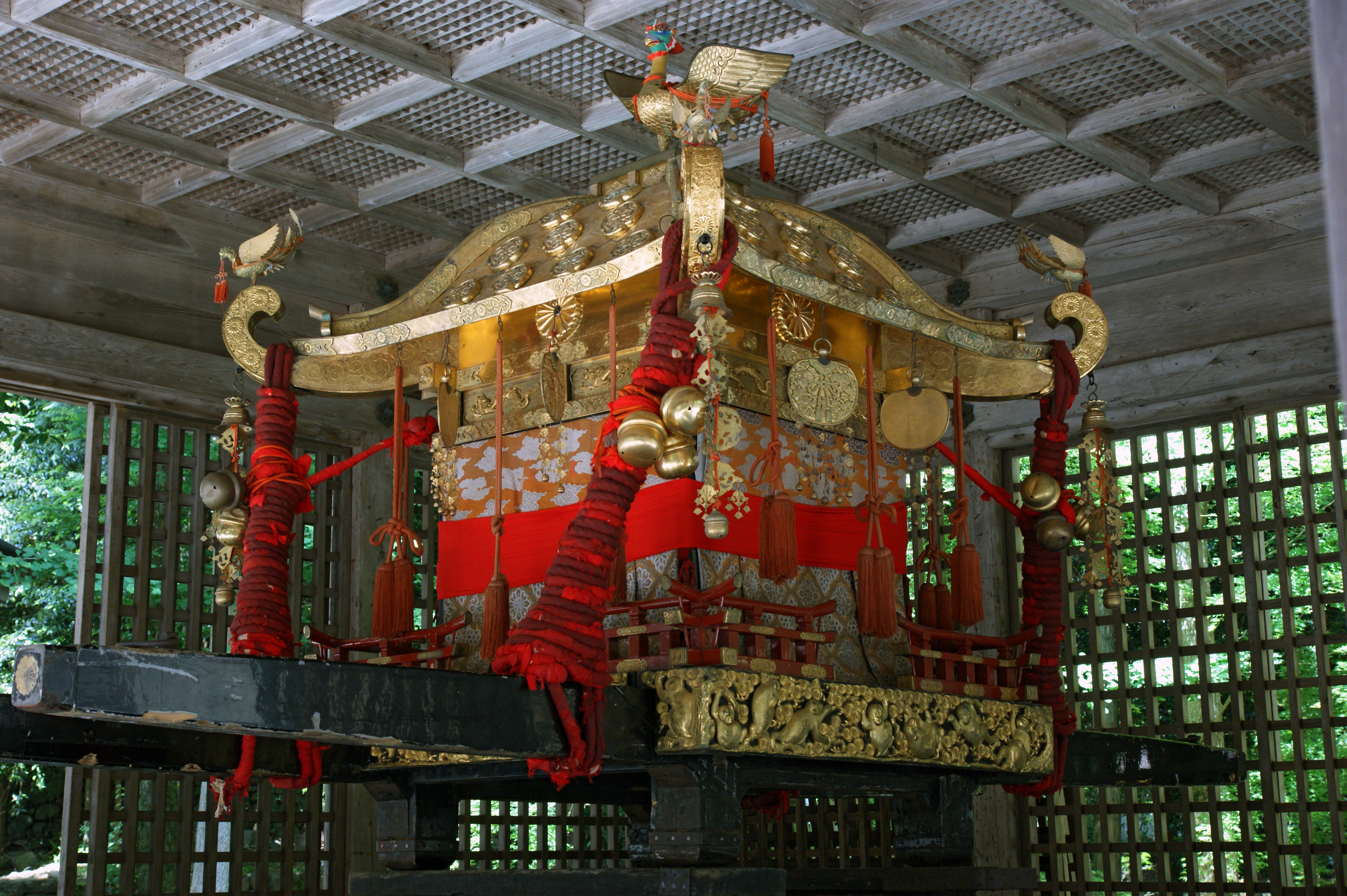
Um mikoshi de Hiyoshi-taisha.

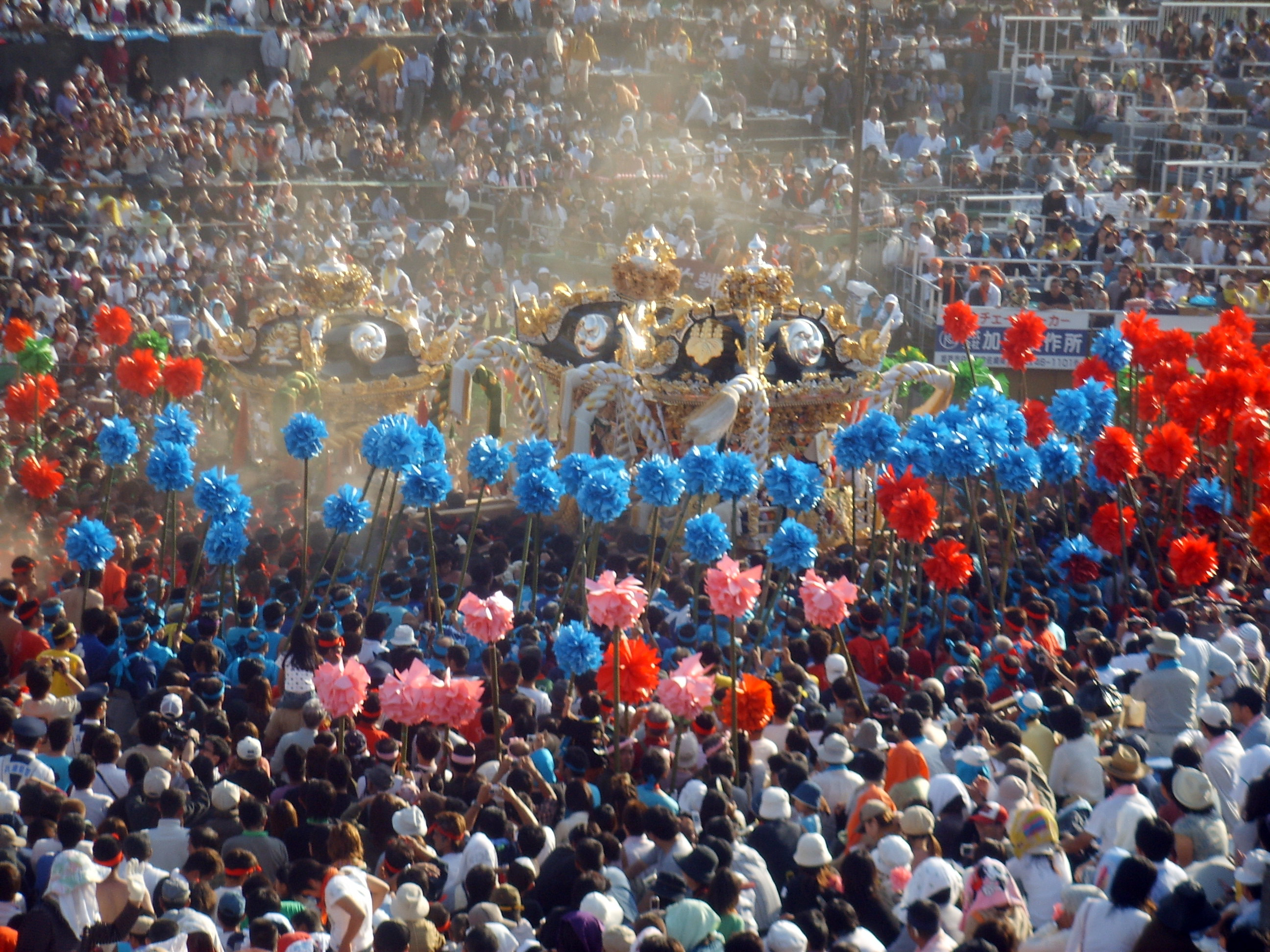
Mikoshi lutando em Nada-no-Kenka Matsuri em Himeji.

Um mikoshi é um palanquim religioso sagrado (também traduzido como santuário xintoísta portátil). Os seguidores xintoístas acreditam que serve como veículo para transportar uma divindade no Japão enquanto se move entre o santuário principal e o santuário temporário durante um festival ou quando se muda para um novo santuário. Muitas vezes, o mikoshi se assemelha a um edifício em miniatura, com pilares, paredes, telhado, varanda e grade.
Muitas vezes, o prefixo honorífico japonês o- (お)  é adicionado, tornando omikoshi (お神輿) .

## Formas

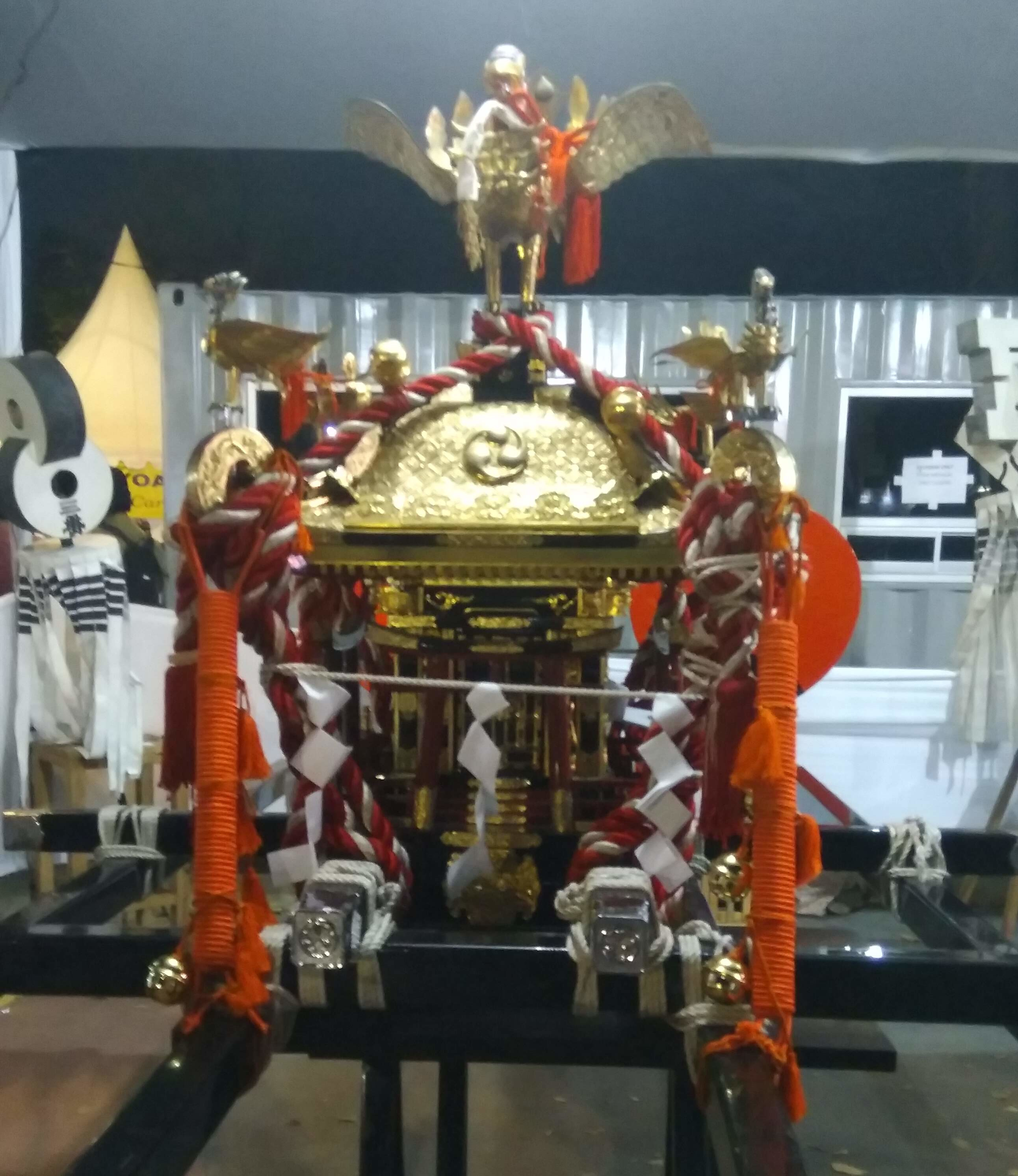
Um mikoshi no Jak Japan Matsuri 2018

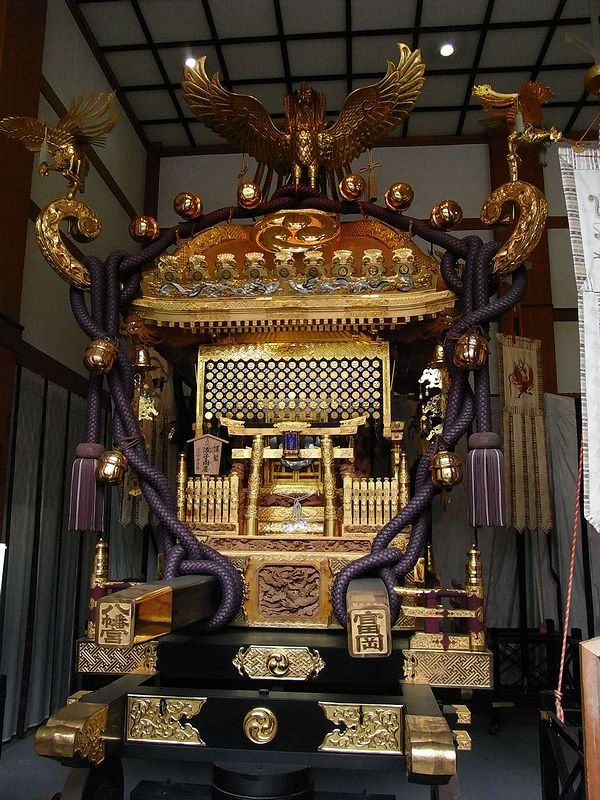
O maior mikoshi do Japão (Santuário Tomioka Hachiman)

As formas típicas são retângulos, hexágonos e octógonos. O corpo, que fica em dois ou quatro postes (para transporte), geralmente é ricamente decorado, e o teto pode conter uma escultura de uma fênix.

## Festival e fluxo
Durante um matsuri (festival japonês) envolvendo um mikoshi, as pessoas carregam o mikoshi nos ombros por meio de duas, quatro (ou às vezes seis) varas. Eles trazem o mikoshi do santuário, carregam-no pelos bairros que cultuam no santuário e, em muitos casos, o deixam em uma área designada, descansando em blocos chamados uma (cavalo), por um tempo antes de devolvê-lo ao santuário. Alguns santuários têm o costume de mergulhar o mikoshi na água de um lago, rio ou oceano próximo (essa prática é chamada de o-hamaori ). Em alguns festivais, as pessoas que carregam o mikoshi o balançam de um lado para o outro para "divertir" a divindade (kami) dentro.